# ویکسلاف ماخا
ویکسلاف ماخا (انگلیسی: Vítězslav Mácha؛ زادهٔ ۶ آوریل ۱۹۴۸) کشتی‌گیر اهل چکسلواکی بود.